# 水茎岡山城
水茎岡山城（みずぐきおかやまじょう）は、滋賀県近江八幡市牧町にあった日本の城。岡山城、尾山城、九里城とも呼ばれる。

## 概要
南北朝時代、近江南部をおさめる佐々木氏が琵琶湖の水上警備のために築城した。頭山、岡山（大山）と呼ばれる山に連なるように遺構が確認されているが築城当時の規模ははっきりとしない。

## 歴史
- 1508年（永正5年） - 室町幕府の11代征夷大将軍・足利義澄が城主・九里信隆（六角氏被官）を頼って都落ちをし、水茎岡山城に入った頃から、城の本格的な築城が行われた。
- 1510年（永正7年） - 幕府軍3000に城を包囲されるも、信隆はこれを退けている。
- 1511年（永正8年） - 当城で後の12代将軍・足利義晴が誕生した。また、同年に足利義澄は帰洛を果たせぬまま当城で病没した。
- 1514年（永正11年） - 信隆が六角高頼に謀殺される。
- 1520年（永正17年） - 信隆の子・浄椿が六角高頼・定頼父子および細川高国の連合軍に敗れ、城が落城した。

※当時の公家の日記（『二水記』永正17年8月11日条）によれば、当時の六角氏当主であった六角定頼は近江クノリ（＝九里）城を攻めるために細川高国に要請して、五反帆の大船を兵庫津から琵琶湖に回航させているが、（京都から先は船では入れなかったために）牛車を用いて京都市中を引っ張って近江国内まで陸送を行い、京都の人々を驚かせたと記している。
- 1525年（大永5年） - 九里氏の残党が城に立て籠もるも敗れ、九里氏は滅亡した。この頃に廃城になったと考えられている。

備考
- 築城当時は一帯が琵琶湖水面であったため、浮き城とも称されていた。しかし、第二次世界大戦後の干拓事業により一帯は埋め立てられ水田地帯となり山も掘削され湖岸道路となっていることから周辺環境は様変わりしてしまっている。遺構の現況は竹林となっており、絶景を謳われた往時の景観は見る影もない。